# Аерозол
Аерозолът е газообразна суспензия от микроскопични частици течност или твърдо вещество. Макар че името произлиза от „aero“ (въздух) и „solution“ (разтвор), аерозолът не представлява разтвор, а дисперсия, тъй като твърдите или течните частици (под формата на прах или мъгла) остават химически неразтворени във въздуха. Аерозолите в атмосферата са формата, под която се разпространяват димните замърсители.
Аерозолен апарат – превръща термомеханично течните отрови и други препарати в изкуствена мъгла (на 1 см2 – 50 000 – 200 000 копчици). Прилага се за гасене на пожари, в селското и горското стопанство за борба с болестите и вредителите по растенията и складовете.
Аерозолно лечение – вдишване с лечебна цел на пулверизирани разтвори от етерични масла, медикаменти, антибиотици и др. Частиците с големина 0,001 – 1 мк стигат до алвеолите. Използва се при заболяване на дихателните пътища и белите дробове, бронхиална астма и др.
Аерология – дял от метеорологията, за явленията в свободната атмосфера (без планетарния граничен слой), методите за изследането ѝ и необходимите уреди. Методите ѝ се опитни. В атмосферата измервателните уреди се изпращат с балони, самолети, ракети. Изследва атмосферното налягане, температурата и влажността на въздуха, посоката и скоростта на въздушните течения и др.